# Comuna de Strzeleczki
Strzeleczki (em alemão: Gemeinde Klein Strehlitz) é uma comuna urbano-rural na voivodia de Opole, no condado de Krapkowice, na Terra de Prudnik. Nos anos de 1975–1998, a comuna fazia parte administrativamente da antiga voivodia de Opole. Em 2006, o alemão foi introduzido na comuna como língua auxiliar.
A sede da comuna é a cidade de Strzeleczki.
Segundo dados de 31 de dezembro de 2022, a comuna era habitada por 7 228 pessoas.

## Geografia

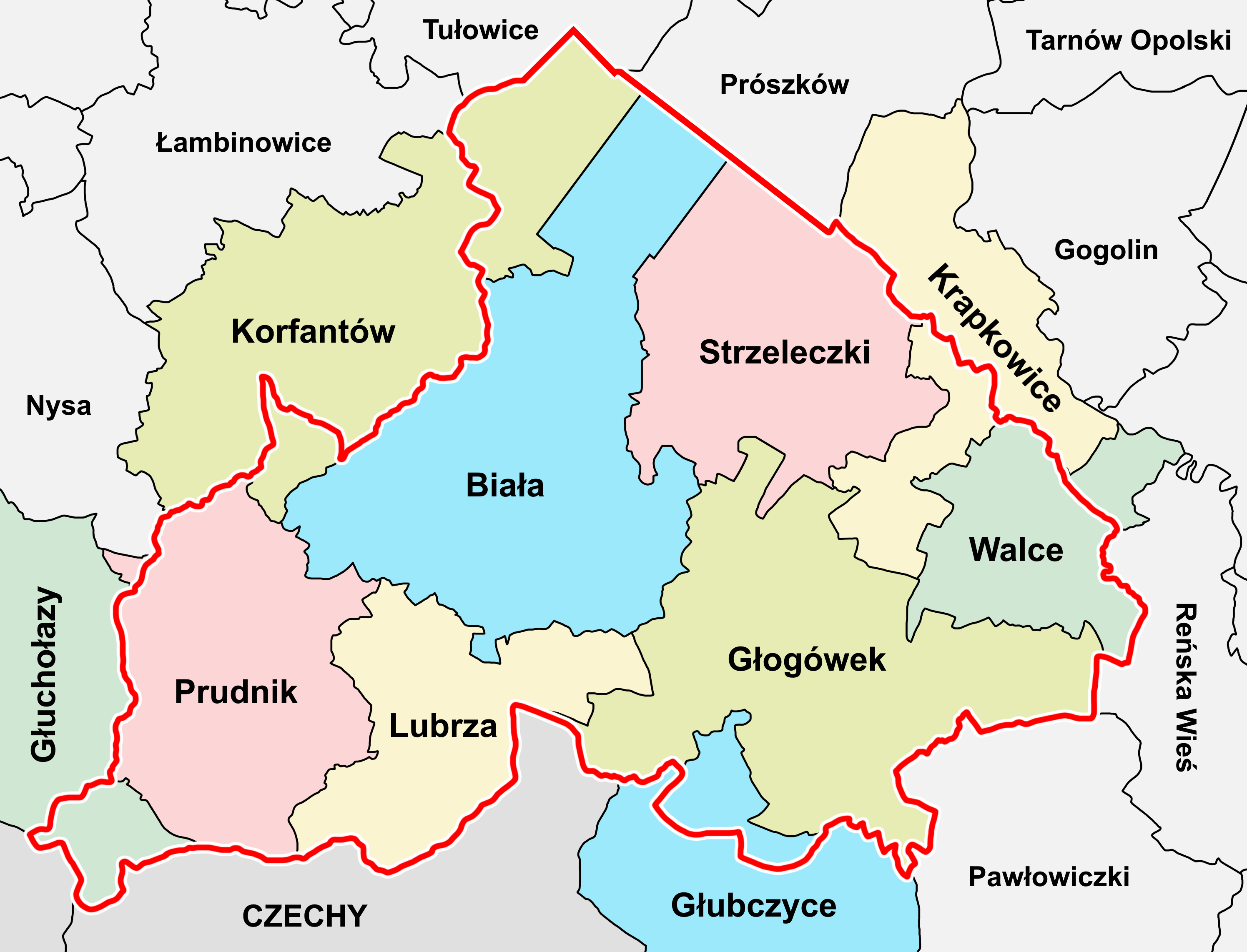
Comuna de Strzeleczki na região de Prudnik

A comuna de Strzeleczki está localizada no sudoeste da Polônia, próximo à fronteira com a República Tcheca, na planície da Silésia, na região histórica conhecida como Terra de Prudnik, na Alta Silésia. Conforme a divisão fisicogeográfica de 2017 do Dr. Krzysztof Badora, a área da comuna de Strzeleczki está localizada nos limites das microrregiões: planalto de Niemodlin, vale do Biała inferior e médio, planície de Moszna, vale do Osobloga inferior.
A oeste, a comuna de Strzeleczki faz fronteira com a comuna de Biała, ao norte com a comuna de Prószków, a leste com a comuna de Krapkowice e ao sul com a comuna de Głogówek.

### Formas de relevo
Nas fronteiras administrativas da comuna de Strzeleczki, há a colina Barania Góra.

### Recursos hídricos

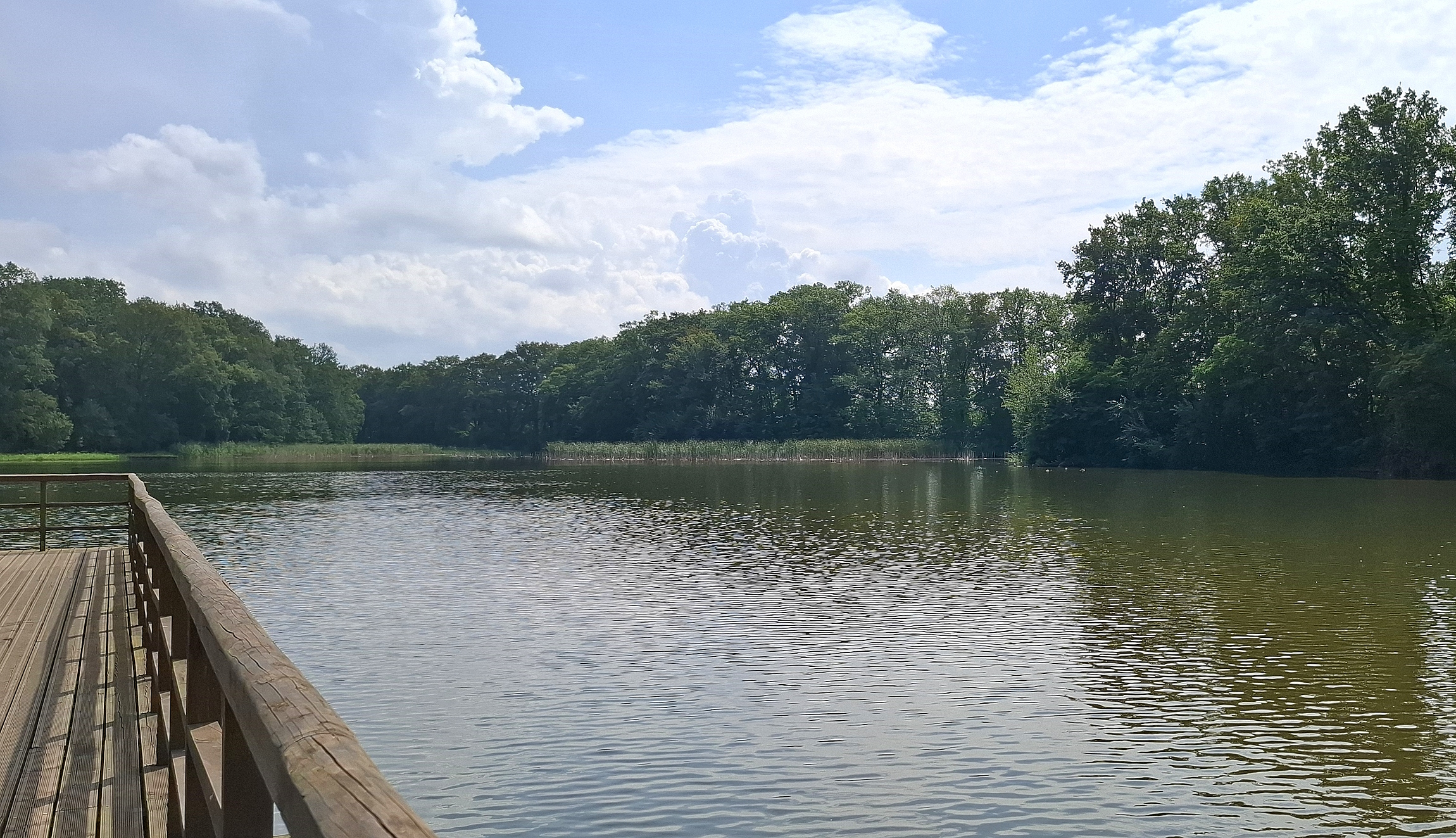
Lagoa Kałużnik

Os seguintes cursos de água atravessam a área da comuna de Strzeleczki:
- Rios: Osobłoga, Biała
- Riachos: Nowoprudnicki, Prószkówka
- Córregos: Brodnia, Gostomka, Młynówka, Moszenna
- Vala: Rzymkowicka Struga

A lagoa Kałużnik também está localizada no território da comuna.

### Cobertura da terra
No território da comuna de Strzeleczki, existem as seguintes formas de cobertura da terra:
- Florestas: Bory Niemodlińskie, Kiernik, Końskie Doły, Las Popielowski, Mosieński Las, Popowiec
- Prados: Gaj, Jutra, Munitko, Ogon

### Proteção da natureza
A parte norte da comuna de Strzeleczki pertence à Área de Paisagem Protegida da Floresta de Niemodlin. Há 9 monumentos naturais na comuna de Strzeleczki. Sua área está localizada nos limites da Inspetoria Florestal de Prószków.

## Estrutura da superfície
Segundo dados de 2002, a comuna de Strzeleczki tem uma área de 118,3 km², incluindo:
- Terras agrícolas: 58%
- Área florestal: 34%

A comuna constitui 26,5% da área do condado.

## História

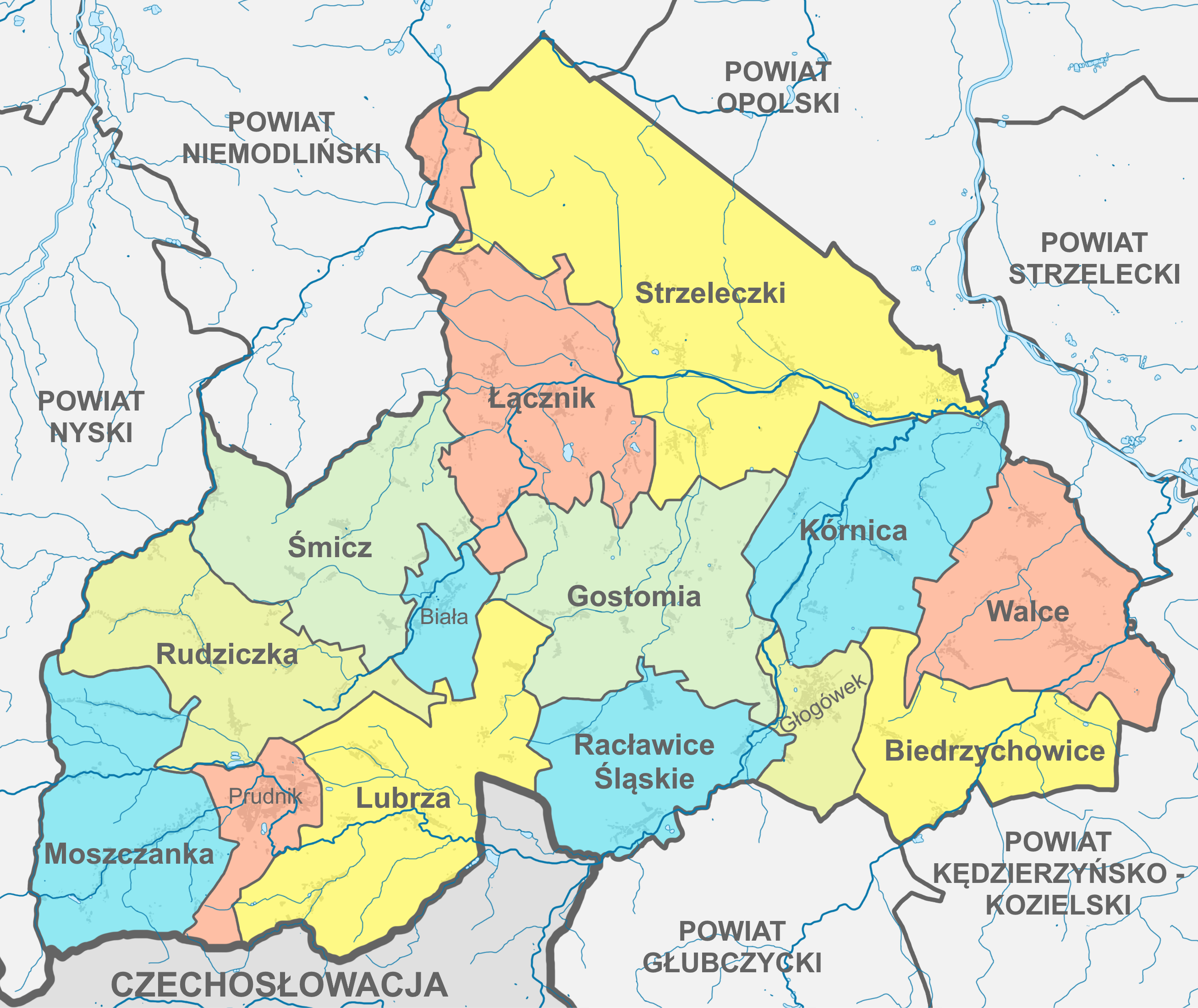
Comuna de Strzeleczki no condado de Prudnik

A comuna coletiva de Strzeleczki foi estabelecida após a Segunda Guerra Mundial (em dezembro de 1945) no condado de Prudnik, no território dos chamados Territórios Recuperados (o chamado 1.º distrito administrativo — Opole-Silésia), confiada em 18 de março de 1945 à administração do governador da voivodia da Silésia, e em 28 de junho de 1946 anexada à voivodia da Silésia (Silésia-Dabrowa). Em 6 de julho de 1950, o nome da voivodia da Silésia foi alterado para voivodia de Katowice; ao mesmo tempo, o município de Strzeleczki, juntamente com todo o condado de Prudnik, tornou-se parte da recém-criada voivodia de Opole.
Conforme a classificação de 1 de julho de 1952, a comuna consistia em 9 gromadas: Dobra, Dziedzice, Kujawy, Racławiczki, Smolarnia, Steblów, Strzeleczki, Ścigów e Zielina.

## Demografia
Dados em 31 de dezembro de 2022:
| Descrição                         | Total     | Total | Mulheres  | Mulheres | Homens    | Homens |
| --------------------------------- | --------- | ----- | --------- | -------- | --------- | ------ |
| unidade                           | habitante | %     | habitante | %        | habitante | %      |
| população                         | 7 228     | 100   | 3 751     | 51,9     | 3 477     | 48,1   |
| densidade populacional (hab./km²) | 61,6      | 61,6  | 32,0      | 32,0     | 29,6      | 29,6   |

32,9% dos habitantes da comuna se declararam alemães no censo de 2011 − esta é a maior porcentagem de pessoas que se declaram alemãs na Polônia.
Conforme o censo de 2021, no município, 29,45% dos habitantes declararam nacionalidade alemã, a nacionalidade silesiana foi declarada por 18,46%, enquanto a ucraniana, por 0,14%, entre 0,16% dos habitantes a nacionalidade permanece indeterminada.

## Sołectwa
Dobra (com a aldeia de Nowy Bud), Dziedzice, Komorniki (com a aldeia de Nowy Młyn), Kujawy, Łowkowice, Moszna (com a aldeia de Urszulanowice), Pisarzowice (com a aldeia de Buława (outro nome: Pulów)), Racławiczki, Smolarnia (com a aldeia de Serwitut (outro nome: Skarczów)), Strzeleczki (com a aldeia de Zbychowice), Ścigów (com a aldeia de Kopalina), Wawrzyńcowice, Zielina.

## Segurança
A comuna está localizada na zona de fronteira e, portanto, a Guarda de Fronteira tem competências especiais nessa área em termos de segurança. A comuna de Strzeleczki é coberta pelo posto da Guarda de Fronteira em Opole da Unidade da Guarda de Fronteira da Silésia.

## Comunas vizinhas
Biała, Głogówek, Gogolin, Krapkowice, Prószków